# گتو دوگوپیلس
در پی اشغال لتونی توسط آلمان نازی در تابستان ۱۹۴۱، گتو دوگوپیلس (به آلمانی: Ghetto Dünaburg) یا گتو دونابِرگ (پس از نام آلمانی شهر) در دژی قدیمی در حوالی دوگوپیلس احداث شد. دوگوپیلس دومین شهر بزرگ در لتونی و شهر اصلی منطقه لاتگال است. دوگوپیلس در جنوب شرقی لتونی و در کنار رود دائوگاوا قرار داشت. این شهر از دیدگاه نظامی به عنوان یک گذرگاه اصلی جاده ای و راه‌آهن از اهمیت برخوردار بود. پیش از جنگ جهانی دوم، دوگوپیلس مرکز جامعه‌ای پر رونق از یهودیان در منطقه لاتگال و یکی از مهمترین مراکز فرهنگ یهودی در شرق اروپا بود. در طول اشغال لتونی توسط آلمان، اکثریت قریب به اتفاق یهودیان لاتگال در نتیجه سیاست پاکسازی نازی‌ها کشته شدند.

## پیشینه

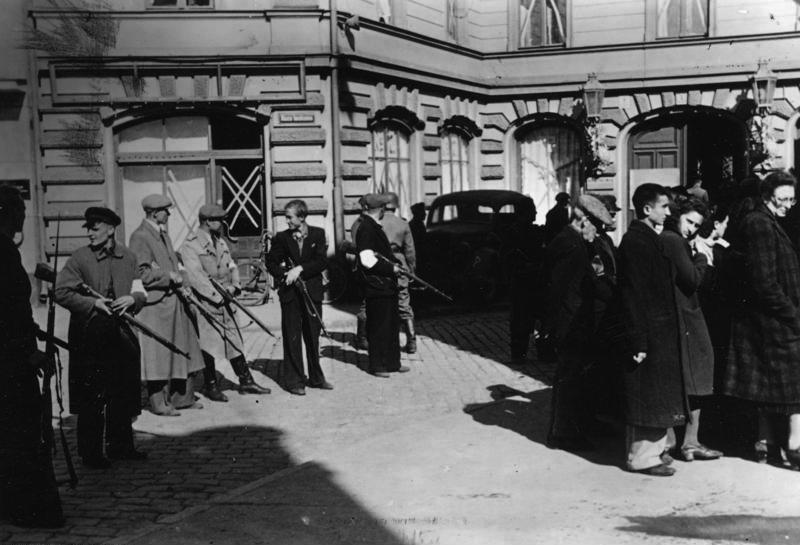
عکسی از لیپایا که در آن لیتوانیایی‌تبارهای محلی یهودیان را به‌صف‌کشیده‌اند. ژوئیه ۱۹۴۱

در هنگام آغاز اشغال دوگوپیلس، ۱۲٬۰۰۰ یهودی در آن زندگی می‌کردند. در برابر ارتش آلمان، ستون عظیمی از پناهندگان، نه تنها شامل یهودیان لیتوانی، بلکه سربازان ارتش سرخ جدا افتاده از واحدهای خود، آغاز به حرکت به سوی شمال شرقی در بزرگراه کاوناس به دوگوپیلس کردند، تا در آنجا پناه بگیرند یا سوار قطار به سوی شرق شوند. برخی از پناهندگان یهودی موفق به رسیدن به مرز شوروی شدند، اما توسط نگهبانان NKVD از عبور آنها جلوگیری شد. سرانجام به برخی از افراد اجازه گذر داده شد، اما برای بیشتر آنها دیر شده بود.
پس از چندین روز بمباران هوایی، ارتش آلمان در ۲۶ ژوئن ۱۹۴۱ دوگوپیلس را به تصرف خود درآورد، اما برای مدت چند روز هنوز در نزدیکی شهر درگیری در جریان بود. آتش‌سوزی در شهر پدید آمد، که نازی‌ها بعدها تصمیم گرفتند آن را به گردن یهودیان بیندازند. طبق گزارش رسمی EK 1b:
الگو:تقل قول
در ۲۹ ژوئن ۱۹۴۱، به دستور روبرت بلوزمانیس، که توسط آلمانی‌ها به عنوان رئیس پلیس پلیس لتونی در دوگوپیلس گماشته شده بود، تابلوهای بزرگی در اطراف شهر نصب شد که به زبان‌های آلمانی، روسی و لتونیایی اعلام می‌کرد همه مردان یهودی زیر ۶۰ سال صبح آن روز می‌بایست خود را به بازار اصلی شهر معرفی می‌کردند، و در صورت خودداری از این کار با «حداکثر مجازات» روبرو می‌شدند. برخی از آن‌ها برای به خاک سپردن اجساد غیرنظامیان و سربازان ارتش سرخ که در جنگ کشته شدنده بودند، و بعدها اسب‌های مرده، به کار گرفته شدند. بسیاری دیگر نیز ناچار شدند گورهای خود را کنده و در همان‌جا به قتل رسیدند.

## کشتارهای آغازین
کشتار یهودیان در لتونی بخشی از یک طرح کلی بود که در بالاترین سطح دولت آلمان تهیه شده بود. جنبه‌های این طرح همان‌طور که برای لتونی اعمال شد، در سایر کشورها نیز اجرا شد؛ از جمله آتش زدن کنیسه‌ها (در آلمان) و گتوسازی (در لهستان). مورد لتونی اما تحولی نو در هولوکاست ارائه می‌داد که در آن اجرای کشتار بلافاصله پس از اشغال یک کشور صورت می‌گرفت.
اس دی با وادار کردن یهودیان به بازکندن گورهای دسته‌جمعی لتونیایی‌هایی که توسط NKVD در هنگام اشغال لتونی توسط شوروی از ژوئن ۱۹۴۰ کشته شده بودند، تلاش کرد تا احساسات ضدیهودی محلی را برانگیزد. این بخشی از یک طرح اس دی بودکه در آن یهودیان مرتبط با کمونیست‌ها و روس‌ها معرفی می‌شدند؛ و این‌ها هر دو در لتونی محبوبیتی نداشتند. نگهبانان لتونیایی در هنگام اعدام‌های آغازین از یهودیان منتظر اعدام می‌پرسیدند که آیا «علاقه ای به خواندن کاتیوشا» دارند یا خیر. (کاتیوشا ترانهٔ محبوب میهن‌پرستانهٔ روسی در جنگ جهانی دوم بود)
در ۲۸ ژوئن ۱۹۴۱، دو روز پس از سقوط دوگوپیلس، نازی‌ها یهودیان را در یک کنیسه گرد آوردند و سپس آنها را بیرون برده و به ایشان تیراندازی کردند. همچنین، سایر یهودیانی که در خیابان در ال قدم زدن بودند به سادگی به شکل تصادفی به قتل رسیدند. روز یکشنبه ۲۹ ژوئن ۱۹۴۱، ارتش آلمان آغاز به جمع‌آوری مردان یهودی در دوگوپیلس کرد. به زور اسلحه، آلمانی‌ها از آن‌ها خواستند تا «هایل هیتلر» را فریاد زده و ترانه Deutschland über alles را بخوانند. به گزارش بازماندگان:
– آن‌ها در خیابان‌های دوینسک یهودیان را دستگیر می‌کردند و آن‌ها را به زندان می‌بردند و در آنجا سخت شکنجه می‌کردند. آن‌ها ناچار می‌شدند روی زمین دراز کشیده و دوباره از جا برخیزند. کسانی که نمی‌توانستند این کار را به سرعت انجام دهند، مورد اصابت گلوله قرار می‌گرفتند. (سما شپونگین)

– یکی از قاتلان نزد پدر من رفت و با فریاد به او گفت: «چند خانه را سوزاندید؟» و با تپانچه اش به او ضربه داد. * * * دو آلمانی وارد شدند و شروع به فریاد زدن کردند که ما کمونیست هستیم و به همین دلیل پنهان می‌شویم - و آنها می‌خواستند ما را دستگیر کنند. (پائولا فرانکل-زالتزمان)

یهودیان به شکل کلی و پناهندگان لیتوانیایی به‌طور خاص به کمونیست بودن متهم می‌شدند. در ۸ ژوئیه ۱۹۴۱، روزنامه ای در دوگوپیلس، سرمقاله ای را همسو با تلاش‌های آلمان برای مقصر دانستن یهودیان برای جنایات کمونیستی منتشر کرد:
زمان آن فرا رسیده‌است که تمام خدمات برای یهودیان پایان یابد، و به فروش خود به یهودیان پایان دهیم! … باید بخاطر داشت که این یهودیان بودند که در ماه ژوئیه سال ۱۹۴۰ به استقبال ارتش سرخ رفتند و در دوران حکومت کمونیستی لتونیایی‌ها را به بردگی، شکنجه و کشتار گرفتند.
با گذشت زمان، تعداد بیشتری از پلیس کمکی لتونی برای نگهداری از زندان مردان یهودی نیاز بود. تا ۸ ژوئیه، یهودیان تا سر حد مرگ به کار گرفته می‌شدند.
از جمله وظیفه‌های آن‌ها، غلتاندن سنگ‌های عظیم به بالای تپه‌ای بود، و حمل الوارهای سنگین به مسافت چندین کیلومتر. نگهبانان آلمانی هر گاه مایل بودند با شلاق زندانیان را می‌زدند.

## ساخت گتو
ساخت گتو در ۱۸ ژوئیه ۱۹۴۱ آغاز شد؛ به تأیید خود اشتالکر: «جدا از سازماندهی و اجرای اقدامات اعدام، ایجاد گتوها در شهرهای بزرگتر در نخستین روزهای عملیات بلافاصله آغاز شد.» از کارگران اجباری یهودی برای ساخت گتویی استفاده شد که در واقع یک منطقه مسکونی واقعی نبود، بلکه دژی فرسوده در ضلع غربی رود دائوگاوا بود، که در فاصله کمی درست در شمال غربی حومه گریوا، روبروی شهر اصلی دوگوپیلس قرار داشت. «در ماه ژوئیه، با کم شدن از موج نخست تیراندازی‌ها، آلمانی‌تبارهای محلی و همتایان لتونیایی آن‌ها حدود ۱۴٬۰۰۰ یهودی را از دوگوپیلس و مناطق خارج از لاتگال جمع کردند و آنها را در دژ قدیمی دوگوپیلس چپاندند.»